# Creepschool
Creepschool är en svensk-fransk-kanadensisk animerad TV-serie på 26 avsnitt, skapad av Torbjörn Jansson och producerad av Happy Life, Alphanim, Cookie Jar Entertainment och France 3.
Serien följer vännerna Emma, Viktoria, Jonte och Elliot, fyra vanliga barn som är elever på internatskolan Creepschool, där människor, monster, häxor och övernaturliga föremål finns sida vid sida.
I Sverige har serien visats på SVT1 den 18 mars 2005. Den sändes också Nickelodeon, Cartoon Network och SVTB och hela serien finns även utgiven på DVD.

## Svenska röster
- Jonas Lundquist - Elliot
- Alexandra Wester
- Oskar Syk - Jonte
- Gina Fahlén-Ronander
- Claes Månsson - Rektor Malcolm
- Eva Röse -
- Johan Glans - Biträdande rektor Gilbert
- Helge Skoog - Edgar (NO-lärararen)
- Staffan Westerberg - (kyrkogårdsvaktmästare)
- Birgitta Andersson - (Bibliotikarie)
- Anna-Lena Bergelin - (Gymnastiklärare)
- Robert Fransson - Toby
- Pontus Ströbaek - Tony (den franska Kocken; och RöstRegi)
- Pål Ströbaek - Rektor Malcolm som barn

## Avsnitt
1. Skolstart igen
2. Faror i fantasin
3. Garbons önskan
4. Alla helgons tokiga natt
5. Eliott i drömmarnas kammare
6. Den elaka tvillingen
7. Brunnens hemlighet
8. Viktorias skräckvälde
9. Scenskräck (18 Mars 2005)
10. Mysteriet med den försvunne professor Samsa
11. Förbjuden frukt
12. Kramdjurens hämnd
13. Snabbare än vinden
14. Den sällsynta sängloppan
15. Den svarta katten
16. Att vara eller inte vara
17. En vindlande vissling
18. Oväntat besök
19. Upproret
20. Som en fisk på torra land
21. Monstret i flaskan
22. Drottningen och rebellen
23. Den mystiske vikarien
24. Såsom i en spegel
25. Game Over
26. Försvunnen i det förflutna